# Survivor: Palau
"Survivor: Palau" es la décima temporada del Reality Show, Survivor. Una vista previa de la que se indicó en la reunión de Survivor: Vanuatu. Survivor: Palau fue estrenado el 17 de febrero de 2005. En la final, derrotó Tom Westman a Katie Gallagher, en una votación de 6-1. El DVD de esta temporada fue estrenado el 29 de agosto de 2006.

## Concursantes
| Participante       | Edad | Tribu     | Tribu Fusionada | Resultado final              | Estadía |
| ------------------ | ---- | --------- | --------------- | ---------------------------- | ------- |
| Tom Westman        | 41   | Finalista | Koror           | Ganador de Survivor: Palau   | 45 días |
| Katie Gallagher    | 29   | Finalista | Koror           | 2.º Lugar de Survivor: Palau | 45 días |
| Ian Rosenberger    | 23   | Koror     | Koror           | 16.ª eliminado con 1/1 voto  | 42 días |
| Jenn Lyon ✟        | 23   | Koror     | Koror           | 15.ª eliminado con 2/4 voto  | 39 días |
| Caryn Groedel      | 46   | Koror     | Koror           | 14.ª eliminado con 4/5 voto  | 36 días |
| Gregg Carey        | 27   | Koror     | Koror           | 13.ª eliminado con 4/6 voto  | 33 días |
| Stephenie Lagrossa | 25   | Ulong     | Koror           | 12.ª eliminado con 6/7 voto  | 30 días |
| Janu Tornell       | 39   | Koror     | Koror           | 11.ª eliminado (Abandona)    | 27 días |
| Coby Archa         | 32   | Koror     | Koror           | 10.ª eliminado con 7/9 voto  | 24 días |
| Bobby Jon Drinkard | 27   | Ulong     |                 | 9.ª eliminado (Competencia)  | 21 días |
| Ibreheim Rahman    | 27   | Ulong     |                 | 8.ª eliminado con 2/3 voto   | 18 días |
| James Miller       | 24   | Ulong     |                 | 7.ª eliminado con 2/4 voto   | 15 días |
| Angie Jakusz ✟     | 33   | Ulong     |                 | 6.ª eliminado con 2/5 voto   | 12 días |
| Willard Smith      | 57   | Koror     |                 | 5.ª eliminado con 8/9 voto   | 12 días |
| Kim Mullen         | 25   | Ulong     |                 | 4.ª eliminado con 5/6 voto   | 11 días |
| Jeff Wilson        | 21   | Ulong     |                 | 3.ª eliminado con 4/7 voto   | 8 días  |
| Ashley Ashby       | 22   | Ulong     |                 | 2.ª eliminado con 5/8 voto   | 6 días  |
| Jolanda Jones      | 39   | Ulong     |                 | 1.ª eliminado con 5/9 voto   | 3 días  |
| Wanda Shirk        | 55   |           |                 | Eliminada                    | 2 días  |
| Jonathan Libby     | 23   |           |                 | Eliminado                    | 2 días  |

## Resultados Generales

### Competencia por tribus
| Caryn Groedel      | Gana      | Gana      | Gana      | Gana      | Gana      | Gana      | Gana      | Gana      |
| Coby Archa         | Gana      | Gana      | Gana      | Gana      | Gana      | Gana      | Gana      | Gana      |
| Gregg Care         | Gana      | Gana      | Gana      | Gana      | Gana      | Gana      | Gana      | Gana      |
| Ian Rosenberger    | Gana      | Gana      | Gana      | Gana      | Gana      | Gana      | Gana      | Gana      |
| Janu Tornell       | Gana      | Gana      | Gana      | Gana      | Gana      | Gana      | Gana      | Gana      |
| Jenn Lyon          | Gana      | Gana      | Gana      | Gana      | Gana      | Gana      | Gana      | Gana      |
| Katie Gallagher    | Gana      | Gana      | Gana      | Gana      | En Riesgo | Gana      | Gana      | Gana      |
| Stephenie Lagrossa | Salvada   | Salvada   | Salvada   | Salvada   | Salvada   | Salvada   | En Riesgo | Salvada   |
| Tom Westman        | Gana      | Gana      | Gana      | Gana      | Gana      | Gana      | Gana      | Gana      |
| Bobby Jon Drinkard | Salvado   | Salvado   | Salvado   | Salvado   | Salvado   | En Riesgo | Salvado   | Eliminado |
| Ibreheim Rahman    | Salvado   | Salvado   | Salvado   | Salvado   | Salvado   | En Riesgo | Eliminado |           |
| James Miller       | Salvado   | Salvado   | En Riesgo | En Riesgo | En Riesgo | Eliminado |           |           |
| Angie Jakusz       | En Riesgo | Salvada   | Salvada   | Salvada   | Eliminado |           |           |           |
| Willard Smith      | Gana      | Gana      | Gana      | Gana      | Eliminado |           |           |           |
| Kim Mullen         | Salvada   | En Riesgo | Salvada   | Eliminada |           |           |           |           |
| Jeff Wilson        | Salvado   | En Riesgo | Eliminada |           |           |           |           |           |
| Ashley Ashby       | Salvada   | Eliminada |           |           |           |           |           |           |
| Jolanda Jones      | Eliminada |           |           |           |           |           |           |           |
| Wanda Shirk        | Eliminada |           |           |           |           |           |           |           |
| Jonathan Libby     | Eliminado |           |           |           |           |           |           |           |

## Resultados Generales (Competencia Individual)

### Competencia por tribus
| Tom Westman        | Gana      | Gana     | Gana      | Gana      | Gana      | Gana      | Gana      | Ganador  |
| Katie Gallagher    | Gana      | Gana     | Gana      | Gana      | Gana      | Gana      | En Riesgo | 2° Lugar |
| Ian Rosenberger    | Gana      | Gana     | Gana      | Gana      | Gana      | En Riesgo | Eliminado |          |
| Jenn Lyon          | Gana      | Gana     | Gana      | Gana      | Gana      | Eliminada |           |          |
| Caryn Groedel      | Gana      | Gana     | En Riesgo | En Riesgo | Eliminada |           |           |          |
| Gregg Carey        | Gana      | Gana     | Gana      | Eliminado |           |           |           |          |
| Stephenie Lagrossa | En Riesgo | Gana     | Eliminada |           |           |           |           |          |
| Janu Tornell       | En Riesgo | Abandona |           |           |           |           |           |          |
| Coby Archa         | Eliminado |          |           |           |           |           |           |          |

### Votos por tribus
Cada semana se llevó a cabo un consejo de eliminación: en el que la tribu perdedora de las competencias de tribu, que conceden inmunidad grupal, vota a un integrante de su mismo tribu para determinar que participante será eliminado de la competencia.
| Episodio:       | 1                 | 2                | 3              | 4             | 5                 | 6               | 7                  | 8                      |
| --------------- | ----------------- | ---------------- | -------------- | ------------- | ----------------- | --------------- | ------------------ | ---------------------- |
| Tribu ganadora: | Koror             | Koror            | Koror          | Koror         | Koror             | Koror           | Koror              | Koror                  |
| Caryn           |                   |                  |                |               | Willard           |                 |                    |                        |
| Coby            |                   |                  |                |               | Willard           |                 |                    |                        |
| Gregg           |                   |                  |                |               | Willard           |                 |                    |                        |
| Ian             |                   |                  |                |               | Willard           |                 |                    |                        |
| Janu            |                   |                  |                |               | Willard           |                 |                    |                        |
| Jenn            |                   |                  |                |               | Willard           |                 |                    |                        |
| Katie           |                   |                  |                |               | Willard           |                 |                    |                        |
| Stephenie       | Jolanda           | Ashlee           | Jeff           | Kim           | Bobby Jon         | Ibrehem         | Ibrehem            |                        |
| Tom             |                   |                  |                |               | Willard           |                 |                    |                        |
| Bobby Jon       | Angie             | Ashlee           | Kim            | Kim           | Angie             | James           | Ibrehem            |                        |
| Ibreheim        | Angie             | Kim              | Jeff           | Kim           | James             | James           | Stephenie          |                        |
| James           | Jolanda           | Ashlee           | Kim            | Kim           | Angie             | Ibrehem         |                    |                        |
| Angie           | Jolanda           | Ashlee           | Jeff           | Kim           | Bobby Jon         |                 |                    |                        |
| Willard         |                   |                  |                |               | Katie             |                 |                    |                        |
| Kim             | Jolanda           | Ashlee           | Jeff           | James         |                   |                 |                    |                        |
| Dave            | Jolanda           | Ashlee           | James          |               |                   |                 |                    |                        |
| Ashlee          | Jolanda           | Jeff             |                |               |                   |                 |                    |                        |
| Jolanda         | Angie             |                  |                |               |                   |                 |                    |                        |
| Eliminado:      | Jolanda 5/9 votos | Ashlee 5/8 votos | Dave 4/7 votos | Kim 5/6 votos | Willard 8/9 votos | James 2/4 votos | Ibreheim 2/3 votos | Bobby Jon Competencia. |
| Eliminado:      | Jolanda 5/9 votos | Ashlee 5/8 votos | Dave 4/7 votos | Kim 5/6 votos | Angie 2/5 votos   | James 2/4 votos | Ibreheim 2/3 votos | Bobby Jon Competencia. |

- Datos: Q1825865